# Dolní Dvořiště
Dolní Dvořiště è un comune della Repubblica Ceca facente parte del distretto di Český Krumlov, in Boemia Meridionale.

## Geografia fisica
Il comune si trova nella parte meridionale del suo distretto, e confina direttamente con l'Austria, con la frazione Wullowitz, appartenente al comune di Leopoldschlag.